# Försvarsbeslutet 2024
Försvarsbeslutet 2024 formellt känd som proposition 2008/09:140 – Totalförsvaret 2025–2030  även som Försvarsbeslutet 2025–2030. Propositionen överlämnade till riksdagen den 14 oktober 2024, vilken antog och röstade om proposition den 17 december 2024. Försvarsbeslut 2024 är ett försvarsbeslut gällande det svenska försvarets inriktning och utveckling åren 2025–2030.

## Försvarsberedningens slutgiltiga rapport
Den 26 april 2024 överlämnade Försvarsberedningen sin slutgiltiga rapport, med titeln "Stärkt försvarsförmåga - Sverige som allierad", till försvarsminister Pål Jonson.

### Försvarsberedningens förslag
Försvarsberedningen angav i sina anvisningar att man skulle lämna ett förslag om totalförsvarets fortsatta inriktning och utformning till och med 2030. I sitt förslag skulle man även behandla perioden till och med 2035. 
Från den 1 januari 2023 är Försvarsmakten indelad i en grundorganisation och en krigsorganisation. Grundorganisationen indelades i organisationsenheter med staber, regementen, flottiljer och skolor och består av en utbildnings- och produktionsorganisation. Krigsorganisationen indelades i flera typer av krigsförband. Tillväxten av krigsförband behöver ske skyndsamt. Ansvar för krigsförbandsproduktionen i markdomänen är för närvarande uppdelad på flera aktörer inom Försvarsmakten. Försvarsberedningen föreslog därför i sitt förslag att utbildning av staber och förband i markdomänen så långt möjligt måste sammanhållas för att på ett rationellt sätt utveckla den samlade förmågan. Vidare föreslogs därmed att militärregionerna överförs till arméns grundorganisation. Det för att enligt Försvarsberedningen att stärka möjligheterna att leda och samordna utbildningen, träningen och övningen av fältförbanden, territorialförbanden samt hemvärnsförbanden.

#### Krigsorganisation
- Inom armén kallas förbanden med de mest kvalificerade uppgifterna för fältförband. Därutöver föreslog Försvarsberedningen att det i armén också skulle införas så kallade territorialförband. De senare skulle ha uppgifter regionalt och vara knutna till vissa geografiska områden. Försvarsberedningen föreslog att värnpliktiga som inte längre erfordras i arméns fältförband (normalt cirka fyra till åtta år efter genomförd grundutbildning), skulle kunna överföras till territorialförband (vilka är mobiliseringsförband).

- Försvarsberedningen ansåg att det försämrade säkerhetspolitiska läget krävde att befintliga stridsfordon är tillgängliga de kommande åren och ska kunna användas i krigsorganisationen fram till dess omsättningsanskaffning fullföljts. Beredningen föreslog därför ett tillgänglighetsprogram för befintliga stridsfordon 90 för att möjliggöra att stridsfordonen bibehålls i krigsorganisationen fram till att systemet har omsatts kring 2040. Därutöver föreslog Försvarsberedningen skyndsam anskaffning av cirka 50 nya stridsfordon.

- Försvarsberedningen ansåg vidare att den nuvarande planeringen för renovering och modernisering av stridsvagnsystemet ska fullföljas. Ersättningsanskaffning av stridsvagnar som har levererats till Ukraina, som stöd till Ukraina mot Rysslands invasion av Ukraina, bör ske snarast.

- Försvarsberedningen föreslog att det fram till 2030 ska prioriteras att färdigställa tre mekaniserade brigader. Förbandsinnehållet liksom det materiella innehållet i de brigaderna kan variera. Två av de mekaniserade brigaderna tillförs en ytterligare bataljon, i form av en skyttebataljon, vilket därmed säkerställer fyra manöverbataljoner i dessa brigader i enlighet med Natos krav. En mekaniserad brigad organiseras kring tre manöverbataljoner. Den reducerade infanteribrigaden tillförs en skyttebataljon och omorganiseras därmed till en infanteribrigad. Den ska i allt väsentligt vara operativ som infanteribrigad senast 2030.

- De båda beslutade eldrörsartilleribataljonerna på divisionsnivån införs i krigsorganisationen 2025 och ska, i enlighet med Försvarsmaktens underlag, i allt väsentligt vara operativa senast 2032. Försvarsberedningen föreslog därför att en begränsad förmåga i form av en mindre enhet av raketartilleri ska införas före 2030. Försvarsberedningen anser att en utveckling mot en raketartilleribataljon är angelägen men måste övervägas vidare.

- Vidare föreslogs att anskaffning påbörjas av brigadluftvärn till två mekaniserade brigader och stridsgruppen på Gotland, vilket stärker förmågan att bekämpa modernt stridsflyg och kryssningsrobotar.

- Utvecklingen av stridsgrupp Gotland slutförs i enlighet med tidigare försvarsbeslut.

- Försvarsberedningen ansåg även att det behövs upprättas underrättelse-, ingenjör- och underhållsförband på divisionsnivån.

- I enlighet med Försvarsmaktens förslag tillförs ett telekrigskompani på divisionsnivån och utvecklas på sikt successivt mot en divisionstelekrigsbataljon.

- Försvarsberedningen föreslår att ett fristående norrlandsinfanteriregemente (det vill säga ett fältförband i huvudsak bemannat med värnpliktiga) tillförs krigsorganisationen 2025 och ska i allt väsentligt vara operativt senast 2032. Det organiseras i huvudsak med tre skyttebataljoner samt med underhåll och ledning. Detta skulle inte förväxlas med uppsättande av en ny organisationsenhet, utan snarare den form arméns krigsförband var organiserad i 1900-talet början, det vill säga fältregemente. Regementet ska primärt ha uppgifter att försvara, fördröja och skydda viktiga områden. Norrlandsinfanteriregementet ska inriktas mot strid i subarktisk miljö. Det bör övervägas att på sikt utveckla Norrlandsinfanteriregementet till en brigad.

- Två av de mekaniserade brigaderna samt infanteribrigaden förstärks med vardera en skyttebataljon av de tidigare beslutade respektive av beredningen här föreslagna skyttebataljonerna.

- Sammantaget innebar det att beredningen föreslog att ytterligare två skyttebataljoner sätts upp. Dessa nya skyttebataljoner och de fyra skyttebataljonerna på fastlandet som beslutades i försvarsbeslutet 2020, fördelas med tre till norrlandsinfanteriregementet och med tre till brigaderna. Därmed kommer det endast att finnas kvar en fristående skyttebataljon. Den bataljonen skulle då bli avsedd för Gotland.

#### Marinen
- Genom den tidigare beslutade halvtidsmodifieringen av de fem korvetterna av Visby-klass beväpnas de med luftvärnsrobotsystem och förbättrade sensorer avsedda för luft-, yt- och undervattensspaning. Även förbättrad förmåga inom telekrig utgör en väsentlig del av de förmågehöjande åtgärderna.

- Försvarsberedningen konstaterade att den beslutade inriktningen att anskaffa fyra nya ytstridsfartyg av Luleå-klass var av hög prioritet. Försvarsberedningen föreslog, givet de långa ledtiderna för anskaffning, att möjligheten att anskaffa ytterligare ytstridsfartyg, utöver Luleå-klass, bör undersökas redan nu. Inriktningen bör vara att dessa nya fartyg levereras från mitten av 2030-talet.

- Tung kustrobot utgör ett viktigt system för att tidigt kunna påverka en angripares handlingsfrihet i Östersjöområdet. Försvarsberedningen ansåg, i enlighet med Försvarsmaktens förslag, att kustrobotförmågan ska utökas och organiseras i två enheter, för att öka såväl tillgänglighet som uthållighet.

- Försvarsberedningen föreslog, i enlighet med Försvarsmaktens förslag, att dagens organisation för ubåtsförbandet vidmakthålls. I ubåtsdivisionen ska ingå fem ubåtar. Leverans av två ubåtar av Blekinge-klass sker kring 2030 och ersätter då Södermanland-klassen.

- Försvarsberedningen ansåg, i enlighet med Försvarsmakten, att utvecklingen av de två sjörörliga amfibiebataljonerna ska fortsätta. Försvarsberedningen ansåg därtill att en tredje sjörörlig amfibiebataljon bör övervägas efter 2030.

- Försvarsberedningen ansåg, i likhet med Försvarsmakten, att den marina logistikförmågan borde stärkas genom etableringen av marinens militärbaser i de tre garnisonsorterna Haninge, Göteborg och Karlskrona. De två nyetablerade marina basbataljonerna, på ost- och sydkusten, skulle fortsätta att utvecklas i enlighet med Försvarsmaktens planering.

#### Flygvapnet
- Försvarsberedningen ansåg att flygvapnet skulle vidmakthålla sex stridsflygdivisioner. När införandet av stridsflygsystem JAS 39 E är slutförd ska tre divisioner bestå av JAS 39 C/D och tre divisioner bestå av JAS 39 E.

- Försvarsberedningen ansåg att en god rymdlägesbild stärker egen och allierades förvarning och möjligheter till skyddsåtgärder. Rymdbaserad inhämtningsförmåga bidrar ytterligare till lägesbild, samt underrättelser för bland annat långräckviddig bekämpning. Flygvapnet bör därför, tillsammans med andra relevanta funktioner i Försvarsmakten, utveckla förmågan att producera och distribuera rymdlägesbild för hela Försvarsmaktens behov.

#### Hemvärnet
- I underlaget till försvarsbeslutet 2024 föreslog Försvarsmakten att hemvärnet successivt ska växa till 26 000 personer till 2030 för att därefter öka ytterligare till 27 000 personer. Försvarsberedningen bejakar denna utveckling. Hemvärnets krigsorganisation ska fortsatt omfatta 40 hemvärnsbataljoner. Hemvärnsförbanden måste fortsatt ha förmåga att kunna möta kvalificerade motståndare där indirekt eld kan vara nödvändigt för att lösa uppgiften.

### Grundorganisation
- Utbildningen av ingenjör-, träng- och luftvärnsförband är koncentrerad till singulärregementen. Försvarsberedningen ansåg att en del av utbildningen av stödjande förband skulle kunna förläggas till de brigadansvariga regementena.

- Försvarsberedningen betonade vikten av att även luftvärns- och ingenjörförband utbildas i övre Norrland. Försvarsmakten har påbörjat en sådan inriktning med utbildning i Boden. Beredningen betonade dock vikten av att denna utbildning kommer på plats så snart som möjligt.

- Med återetableringen av Västernorrlands regemente med Jämtlands fältjägarkår (I 21) har den militära närvaron stärkts i nedre Norrland. Försvarsberedningen ansåg att det inom Försvarsmakten överlag fanns en alltför begränsad utbildningskapacitet för logistik- och underhållsförband. Det fanns också ett särskilt behov av trängutbildning under vinterförhållanden för att kunna verka på Nordkalotten. För att möta detta behov ansåg Försvarsberedningen att det borde övervägas om Västernorrlands regemente med Jämtlands fältjägarkår i Sollefteå och Östersund, utöver utbildningsansvar för infanteriförband, också skulle kunna ansvara för vissa logistik- och underhållsförband anpassade för subarktisk miljö.

- Försvarsberedningen ansåg även att det borde övervägas om grundutbildning av värnpliktiga, till framför allt basförbanden inom flygvapnets flygflottiljer, kunde utökas och påskyndas för att stärka spridningsförmågan av stridsflyget och därmed höja möjligheten att över tid verka i krig. Detta gäller också de marina basbataljonerna.
- För att uppnå detta inom de föreslagna ekonomiska ramarna föreslogs att Kalixfors skjutfält, området längs väg E10 (Gällivare-Kiruna), nyttjades för en militärregiongrupp (MRgrupp) ur hemvärnet som ett träningsområde för vinterförmåga, samt att begränsad värnpliktsutbildning genomförs på denna plats med inriktning mot logistik och värdlandsstöd.

- I en avvikande uppfattning från Socialdemokraterna, föreslogs en återetablering av Lapplands jägarregemente (I 22) i Kiruna. Något som samtidigt ansågs innebära en förändring av den nuvarande Lapplandsjägargruppen. En utbyggd plattform för värnpliktsutbildning i Kiruna ansågs skapa möjligheter till att stärka den subarktiska kompetensen i Försvarsmakten. Även att bättre förutsättningar skapas för bland annat försvaret av Nordkalotten tillsammans med Sveriges grannländer och inom ramen för Nato.

## Försvarsmaktens underlag för försvarspolitisk proposition 2025–2030
I Försvarsmaktens underlag inför regeringens proposition, så påtalade man att riksdagen är den instans som beslutar om inriktning av krigsorganisationen, samt utformning av grundorganisationen. Regeringens roll är därefter att i sin tur omsätta detta till styrning av myndigheten inom ramen för inriktningsbeslut, respektive förordningen (2007:1266) med instruktion för Försvarsmakten. Försvarsmakten ansåg att myndigheten detaljstyrs i allt för hög grad jämfört mot andra myndigheter och att detaljnivån i styrningen borde minskas.
Vidare noterade Försvarsmakten att Försvarsberedningen föreslog förändrade lednings- och lydnadsförhållanden för delar av Försvarsmaktens grundorganisation. Försvarsmakten ansåg att regeringen inte bör styra myndigheten på en sådan detaljnivå, utan borde lämna ett större handlingsutrymme för myndigheten att bestämma sin grundorganisationen. Det med bakgrund till att det krävs ett riksdagsbeslut att genomföra till exempel namnbyte, eller flytta en del av Högkvarteret till annan ort i landet. Detta ansågs skapa längre ledtider för att genomföra organisationsförändringar. Försvarsmakten ansåg därmed att det fanns anledning att överväga en annan ordning.

### Grundorganisationen
Försvarsmakten ville särskilt understryka att politiska styrningar kring myndighetens grundorganisation som begränsar flexibilitet riskerar leda till förseningar, fördyringar och suboptimering. 
Försvarsmakten avsåg att flytta Försvarsmaktens HR-centrum (FM HRC) från nuvarande lokalisering på Gärdet i Stockholms kommun till en ny placering i Solna kommun vid årsskiftet 2025/2026. Enligt förordning (2007:1266) med instruktion för Försvarsmakten, Bilaga 1 Organisationsenheter i Försvarsmakten (grundorganisation), ska den aktuella verksamheten vara lokaliserad i Stockholms kommun. Försvarsmakten föreslog därmed med anledning av detta att regeringen beslutar om ändring av organisationsenhetens lokalisering. 

### Krigsorganisationen
Krigsorganisationen dimensioneras för att försvara Sverige mot ett väpnat angrepp, inom ramen för Natos kollektiva försvar och för att kunna bidra till försvaret av allierade.

#### Armén
I perioden utvecklar armén sekventiellt fyra brigader och en stridsgrupp. Initialt prioriteras och utvecklas två subarktiska mekaniserade brigader, vilka bedöms vara färdigställda till 2028. En mekaniserad brigad och en infanteribrigad utvecklas och blir klara allt eftersom resursförstärkning sker fram till 2030. Infanteribrigaden optimeras för försvar av huvudstaden och viktig infrastruktur. Stridsgrupp Gotland utvecklas för att kunna verka i en domänöverskridande och multinationell kontext. Samtliga krigsförband utvecklas i ett sammanhang för att inordnas i en överordnad nationell eller multinationell nivå. Sammantaget innebär detta att fyra brigader i allt väsentligt ska vara operativa senast 2030.
- De tidigare planerade fem fristående skyttebataljonerna avdelas i huvudsak för att förstärka brigaderna. De två subarktiska brigaderna förstärks med vardera en skyttebataljon för att innehålla fyra manöverbataljoner i enlighet med Natos målsättningar. Vidare förstärks infanteribrigaden och stridsgruppen på Gotland med vardera en skyttebataljon. En skyttebataljon kvarstår som fristående.

- En långräckviddig bekämpningsenhet, i form av raketartilleri, utvecklas och fortsatt anskaffning av artilleri till brigad och division genomförs. I syfte att öka arméns förmåga till spaning, rekognosering, stridsledning, eldledning och verkansrapportering anskaffas även obemannade fjärrmanövrerade flygfarkoster med olika förmågor.

- Förmåga till minbrytning, övergång av vattendrag och strid i CBRN-miljö utvecklas inom division samt MR22-struktur. Förmågan till logistikförsörjning på främre nivå inklusive uppbyggnad av lager och förnödenheter utvecklas och förstärks.

- För att tillgodose den utökade krigsorganisationens behov och för att livstidsförlänga systemen intill dess att omsättning kan ske genomförs renovering

av stridsfordon och stridsvagnar. Utöver det påbörjas en omfattande anskaffning av splitterskyddade fordonsplattformar som stridsfordon, stridsvagnar,
pansarterrängbilar och bandvagnar. Samtidigt fortsätter ersättning och anskaffning av materiel som eldhandvapen, lastbilar, standardfordon, nytt
uniformssystem och övrig soldat- och gruppmateriel.
- Pågående modifiering av stridsvagn 122 fortsätter i syfte att förlänga livstiden på stridsvagnssystemet och för att bibehålla dess relevans avseende verkan och skydd.

- Arméns lager av förnödenheter ökas genom fortsatt lageruppbyggnad av kaliberbunden ammunition, luftvärns- och pansarvärnsrobotar samt fältarbetsammunition i riktning mot Natos kvantitativa målsättningar.

#### Marinen
- Ytstridsförmågan utvecklas genom den halvtidsmodifiering av de fem korvetterna av Visby-klass, som påbörjas under perioden. De mest betydande förmågehöjande åtgärderna som utförs är att fartygen beväpnas med luftvärnsrobotsystem och

förbättrade sensorer avsedda för luft-, yt- och undervattensspaning.
- Anskaffning påbörjas av fyra ytstridsfartyg av Luleå-klass (YSF 2030).

- Kustrobotförmågan utökas och organiseras i två enheter för att öka såväl tillgänglighet som uthållighet.

- Ubåtar av Gotland-klass genomgår livstidsförlängning. Åtgärderna innebär, förutom att de skapar ökad tillgänglighet, även en ökad operativ effekt främst beroende på att äldre delsystem ersätts av nya under åtgärdsperioderna. Leverans av två ubåtar av Blekinge-klass påbörjas sent i perioden.

- Den marina logistikförmågan stärks genom utvecklingen av militärbaserna i de tre garnisonsorterna Haninge, Göteborg och Karlskrona. De två nyetablerade marina basbataljonerna på ost- och sydkusten fortsätter att utvecklas.

- Amfibieförmågan stärks då båtar för indirekt eld levereras till amfibiebataljonerna.

#### Flygvapnet
- Flygvapnet vidmakthåller sex stridsflygdivisioner och opererar tre divisioner JAS 39C/D och tre divisioner JAS 39E när ombeväpningen är slutförd. Ett antal JAS 39C/D omsätts genom införandet av JAS 39E.

- Delar av den grundläggande stridsflygutbildningen genomförs utomlands vilket möjliggör att förbanden kan fokusera ytterligare på att höja krigsförbandens förmåga parallellt med genomförande av insats- och beredskapsuppgifter. Framtida vägval inom avancerad stridsflygutbildning utreds.

- Stridsledningsbataljonens stridsledningscentraler materielomsätts i syfte att uppnå full interoperabilitet och tillföra Nato-integrerad ledningskapacitet. Radarövervaknings- och stridsledningsflygplanet S 106 införs och ersätter efter hand ASC 890.

- Tilläggsanskaffning påbörjas av markoperativ helikopter (Hkp 16), bland annat för stöd till specialförbanden samt som ersättning för markoperativ helikopter, Hkp 14E. Avveckling av Hkp 15 påbörjas. Nuvarande sjöoperativ helikopter (Hkp 14F) avvecklas och ny sjöoperativ helikopter införs i perioden. Den nya sjöoperativa helikoptern utvecklar förmågan till fartygsbasering, ubåtsjakt och ytmålsstrid. Avveckling av Hkp 15 slutförs och förändrat utbildningskoncept införs beroende på vägval för ny lätt helikopter.

- Försvarsmakten har förordat att ett vägval görs senast 2030 avseende framtida materielförsörjning av stridsflyg efter JAS 39. Regeringen har den 6 juli 2023 bemyndigat Försvarsmakten att genomföra verksamhet för framtida stridsflyg i konceptfas.

## Regeringens proposition 2024/25:34

### Sveriges stöd till Ukraina
Sedan den fullskaliga invasionen av Ukraina i februari 2022 har Sveriges stöd till Ukraina varit omfattande. Regeringen har med bred politisk förankring fattat beslut om 17 militära stödpaket med ett sammanlagt värde av ca 48 miljarder kronor. Det svenska stödet har utvecklats från att i början omfatta enklare utrustning såsom hjälmar och skyddsvästar till att avse avancerade system såsom stridsvagn 122, stridsfordon 90, artillerisystemet Archer samt stridslednings- och luftbevakningsflygplanen ASC 890. Det svenska militära stödet har även omfattat betydande mängder ammunition av olika slag samt tillhandahållande av stöd med försörjning av de system Sverige har skänkt.

### Grundorganisation
Regeringen bedömde att de organisationsenheter som tidigare är beslutade är tillräckliga för att producera föreslagen krigsorganisation, samt för att genomföra Försvarsmaktens verksamhet i övrigt, utifrån de behov som kunde förutses. Däremot kunde expansion eller förändring av verksamhetens innehåll på de platser där Försvarsmakten redan bedriver verksamhet i flera fall bli aktuell. Regeringen konstaterade att det fanns ett stort och under lång tid ackumulerat underhållsbehov, såväl för krigsorganisationens anläggningar, som för infrastruktur i grundorganisationen. Det kan exempelvis röra sig om kajer, bergrum, förråd och annan infrastruktur som behöver renoveras för att kunna användas ändamålsenligt.

### Krigsorganisation
Regeringens inriktningsförslag var att Försvarsmaktens krigsorganisation åren 2025–2030 i huvudsak ska bestå av nedanstående krigsförband. Från 2030 redovisas inte vissa stödförband och funktioner separat, då dom förutsätts ingå i en större formation, eller inte längre tillhör krigsorganisationen. Andra funktioner finns kvar, men har utvecklats och benämn istället utifrån dess nya beslutade funktion.
| Armén                                                             | 2000 | 2004 | 2009 | 2015 | 2022 | 2025 | 2030 |
| ----------------------------------------------------------------- | ---- | ---- | ---- | ---- | ---- | ---- | ---- |
| Arméstab                                                          | –    | –    | –    | –    | 1    | 1    | 1    |
| Divisionsstab med divisionsledningsbataljon                       | 1    | –    | –    | –    | 1    | 1    | 1    |
| Armébrigadledning                                                 | 6    | –    | 2    | –    | –    | –    | –    |
| Mekaniserad brigad                                                | –    | –    | –    | 2    | 3    | 3    | 3    |
| Motoriserad brigad (reducerad)                                    | –    | –    | –    | –    | 1    | 1    | –    |
| Infanteribrigad                                                   | –    | –    | –    | –    | –    | –    | 1    |
| Stridsgrupp Gotland                                               | –    | –    | –    | 1    | 1    | 1    | 1    |
| Mekaniserad bataljon Gotland (förstärkt)                          | –    | –    | –    | –    | 1    | 1    | –    |
| Mekaniserad bataljon                                              | 16   | ?    | 5    | 5    | –    | –    | –    |
| Motoriserad skyttebataljon                                        | –    | –    | 1    | 2    | –    | –    | –    |
| Lätt skyttebataljon                                               | –    | –    | –    | 1    | 1    | –    | –    |
| Jägarbataljon                                                     | 2    | 1    | –    | –    | –    | 1    | 1    |
| Skyttebataljon                                                    | –    | –    | –    | –    | –    | –    | 1    |
| Norrlandsjägarbataljon                                            | ?    | ?    | 1    | 1    | 1    | 2    | 2    |
| Stadsskyttebataljon                                               | 6    | –    | –    | –    | –    | –    | –    |
| Markstridsbataljoner                                              | 12   | –    | –    | –    | –    | –    | –    |
| Lokalförsvarsskyttebataljon                                       | –    | –    | –    | –    | –    | 5    | –    |
| Militärpolisbataljon                                              | –    | –    | –    | 1    | 1    | 1    | 1    |
| Underrättelsebataljon                                             | –    | –    | 1    | 1    | 1    | 1    | 1    |
| Säkerhetsbataljon                                                 | –    | –    | 1    | 1    | 1    | 1    | 1    |
| Livbataljon                                                       | –    | –    | –    | 1    | 1    | –    | 1    |
| Artilleribataljon                                                 | 4    | 1    | 2    | 2    | 2    | –    | –    |
| Divisionsartilleribataljon                                        | –    | –    | –    | –    | –    | 2    | –    |
| Brigadartilleribataljon                                           | –    | –    | –    | –    | –    | 3    | –    |
| Luftvärnsbataljon                                                 | 4    | 1    | 2    | 2    | 2    | 2    | 2    |
| Ingenjörbataljon                                                  | 4    | 1    | 2    | 2    | 2    | 2    | –    |
| Underhållsbataljon                                                | 4    | 1    | 2    | 2    | 2    | 2    | –    |
| Luftburen bataljon                                                | 1    | 1    | –    | –    | –    | –    | –    |
|                                                                   |      |      |      |      |      |      |      |
| Marinen                                                           | 2000 | 2004 | 2009 | 2015 | 2022 | 2025 | 2030 |
| Marinstab                                                         | –    | –    | –    | –    | 1    | 1    | 1    |
| Ytstridsflottilj                                                  | 2    | –    | –    | –    | –    | –    | –    |
| Minkrigsflottilj                                                  | 1    | –    | –    | –    | –    | –    | –    |
| Sjöstridsflottilj                                                 | –    | 2    | 2    | 2    | 2    | 2    | –    |
| Korvettdivision                                                   | –    | –    | 2    | 2    | 2    | 2    | 2    |
| Minröjningsdivision                                               | –    | –    | 2    | 2    | 2    | 2    | 2    |
| Röjdykardivision                                                  | –    | –    | 1    | 1    | 1    | 1    | 1    |
| Ubåtsdivision                                                     | 1    | 1    | 1    | 1    | 1    | 1    | 1    |
| Amfibiebrigadledning                                              | 1    | –    | –    | –    | –    | –    | –    |
| Amfibiebataljon                                                   | 3    | 1    | 1    | 1    | 2    | 2    | 2    |
| Marin basbataljon                                                 | 2    | 1    | 1    | 1    | 2    | 2    | 2    |
|                                                                   |      |      |      |      |      |      |      |
| Flygvapnet                                                        | 2000 | 2004 | 2009 | 2015 | 2022 | 2025 | 2030 |
| Flygstab                                                          | –    | –    | –    | –    | 1    | 1    | 1    |
| Flygflottilj                                                      | 4    | 3    | 3    | 3    | 4    | 4    | 4    |
| Stridsflygdivision                                                | 8    | 6    | 4    | 6    | 6    | 6    | 6    |
| Transportflygdivision                                             | 1    | 1    | 1    | 1    | 1    | 1    | –    |
| Transportskvadron                                                 | –    | –    | –    | –    | –    | –    | 1    |
| Specialflygdivision                                               | –    | –    | 1    | 1    | 1    | 1    | –    |
| Specialskvadron                                                   | –    | –    | –    | –    | –    | –    | 1    |
| Statsflygdivision                                                 | –    | –    | 1    | 1    | 1    | 1    | –    |
| Statsflygskvadron                                                 | –    | –    | –    | –    | –    | –    | 1    |
| Helikopterflottilj                                                | 1    | 1    | 1    | 1    | 1    | 1    | –    |
| Helikopterbataljon                                                | 2    | –    | –    | –    | –    | –    | –    |
| Helikopterskvadron                                                | –    | 3    | 3    | 3    | 4    | 4    | 4    |
| Stridslednings- och luftbevakningsbataljon                        | 1    | 1    | 1    | 1    | 1    | 1    | 1    |
|                                                                   |      |      |      |      |      |      |      |
| Försvarsmaktsgemensamma förband                                   | 2000 | 2004 | 2009 | 2015 | 2022 | 2025 | 2030 |
| Högkvarter med stabsförband                                       | 1    | 1    | 1    | 1    | 1    | 1    | 1    |
| Militärregion med stab                                            | 4    | –    | –    | 4    | 4    | 4    | 4    |
| Specialförband                                                    | 1    | 1    | 1    | 1    | 1    | 1    | 1    |
| Operativ sambandsbataljon                                         | –    | –    | 1    | –    | 2    | 2    | 4    |
| Operativ telekrigsbataljon                                        | –    | –    | 1    | 1    | 1    | 1    | 1    |
| Försvarsmaktens telekommunikations- och informationssystemförband | –    | –    | –    | 1    | 1    | 1    | –    |
| It-försvarsförband                                                | 1    | 1    | 1    | 1    | 2    | 2    | –    |
| Försvarsmaktens logistik                                          | 1    | 1    | 1    | 1    | 1    | 1    | –    |
| Operativ logistikbataljon                                         | –    | –    | 2    | 2    | 1    | 2    | –    |
| Operativ transportbataljon                                        | –    | –    | –    | –    | –    | –    | 3    |
| Fältsjukhus                                                       | –    | –    | –    | –    | –    | 1    | –    |
| Fältsjukhusbataljon                                               | –    | –    | –    | –    | –    | –    | 3    |
| CBRN-förband                                                      | 1    | 1    | 1    | 1    | 1    | 1    | 1    |
| Hemvärnsbataljon                                                  | 170  | 60   | 40   | 40   | 40   | 40   | 40   |

#### Armén
Regeringens bedömning: Armén bör efter mobilisering kunna möta ett väpnat angrepp såväl på som utanför svenskt territorium. Fältförbanden bör kunna strida i högre formationer som division och kår. Armén kommer även i fredstid att bidra med förband till Natos operationer och aktiviteter för avskräckning och försvar. En ny kategori förband benämnd territoriella förband införs. De territoriella förbanden löser tillsammans med hemvärnsförband allierade och nationella uppgifter på svenskt territorium. Krigsförbandsproduktion i markdomänen behöver bli effektivare och möjligheterna för ett samlat produktionsansvar för armén bör ses över.
I försvarsbeslutet 2020 beslutades att fem lokalförsvarsskyttebataljoner skulle organiseras. Försvarsberedningen föreslår att dessa byter benämning till skyttebataljoner och att krigsorganisationen tillförs ytterligare två sådana bataljoner. Försvarsberedningen föreslår att tre av dessa bataljoner organiseras i ett norrlandsinfanteriregemente. Försvarsberedningen föreslår även att det bör övervägas att tillföra försvarsmusiken en värnpliktig försvarsmusikkår i Norrland. Försvarsmakten bedömer att dessa förslag inte kan genomföras inom ramen för nuvarande ekonomiska ramar eller de produktionsförutsättningar som myndigheten bedömer föreligga. Försvarsmakten föreslår i stället att nuvarande antal skyttebataljoner behålls och att de i huvudsak avdelas till brigaderna. De två brigader som är avsedda att ha subarktisk förmåga förstärks därmed med en skyttebataljon vardera för att innehålla fyra manöverbataljoner i enlighet med Natos målsättningar. Vidare förstärks även infanteribrigaden med en skyttebataljon. Nuvarande stridsgrupp på Gotland förstärks med en skyttebataljon och tillhörande funktioner och utvecklas mot ett större krigsförband. En skyttebataljon föreslås kvarstå som fristående. Regeringen bedömer att det är nödvändigt att prioritera utvecklingen av de redan beslutade brigaderna och säkerställa att dessa utvecklas i enlighet med Natos målsättningar. Regeringen delar därmed Försvarsmaktens bedömning i dessa frågor. Regeringen bedömer vidare att frågor som gäller nya krigsförband eller påverkar Försvarsmaktens utformning i övrigt behöver övervägas med bättre vetskap om Nato-medlemskapet inklusive kommande förmågemål samt andra externa faktorer som påverkar genomförandet av försvarsbeslutet.

#### Marinen
Marinen svarar för att enskilt eller tillsammans med allierade kunna verka mot en angripare, etablera sjökontroll för att hålla sjövägarna öppna samt skydda trupp- och logistiktransporter främst i Östersjöområdet. Marinen bör därtill i fredstid kunna bidra med förband till Natos operationer och aktiviteter för avskräckning och försvar. Förmågan att hävda den territoriella integriteten bör förstärkas. Anskaffningen av nya ytstridsfartyg av Luleåklass påbörjas under perioden 2025–2030. Fartygen ger utökad uthållighet och förstärkt luftförsvarsförmåga samt tillför förmåga till sjöstyrkeledning. Den utökade luftförsvarsförmågan som integreras med flygvapnets stridslednings- och luftbevakningssystem innebär att fartygen kommer att förstärka Sveriges samlade luftförsvarsförmåga och vara ett relevant bidrag till Natos integrerade luft- och robotförsvar. Ubåtsvapnet utgör en strategisk resurs. En livstidsförlängning av ubåtar av Gotlands-klass påbörjas under perioden 2025–2030. Livstidsförlängningen ger ubåtarna en bibehållen kapacitet och ökad tillgänglighet. Produktion av ubåtar av Blekinge-klass fortsätter. Ett förberedande arbete för att på sikt möjliggöra en ersättning av Gotlands-klassen påbörjas i perioden 2025–2030. Kustrobotförmågan utökas och organiseras i två enheter, för att öka såväl tillgänglighet som uthållighet.
Regeringen delar Försvarsberedningen bedömning att den marina logistiken fortsatt behöver utvecklas. Den marina logistikförmågan stärks genom etableringen av marina militärbaser i de tre garnisonsorterna Haninge, Göteborg och Karlskrona. De marina militärbaserna ska bland annat utveckla förmåga att logistiskt kunna understödja allierade förband inom sjödomänen, men även förmåga att kunna understödja garnisonernas förmåga till mobilisering och försörjning vid beredskapshöjningar. De två nyetablerade marina basbataljonerna i Haninge garnison och Karlskrona garnison fortsätter att utvecklas.

#### Flygvapnet
Försvarsberedningen anser att flygvapnet ska vidmakthålla sex stridsflygdivisioner JAS 39. Regeringen delar Försvarsberedningens syn och i perioden 2025–2030 införs JAS 39E i flygvapnet vilket leder till att tre divisioner beväpnas med JAS 39E och tre divisioner med JAS 39C/D. Regeringen konstaterar att ett fortsatt analys- och planeringsarbete behöver	genomföras avseende vidmakthållande av sex stridsflygdivisioner efter 2030 vilket kan medföra behov av omprioritering eller andra åtgärder. Helikopterförbanden ska kunna genomföra trupptransporter, sjuktransporter, ubåtsjakt och taktisk radarspaning över hav och land. Helikopterflottiljen föreslås vidmakthållas och även fortsättningsvis organisera fyra helikopterskvadroner där tre av dem inriktas mot markoperativ förmåga och en mot sjöoperativ förmåga. Transportflygdivisionens sex äldre TP 84 Herkules behöver ersättas och för att undvika förmågeglapp inom det taktiska transportflyget behöver beslut om ersättare fattas tidigt så att omsättning av flygplansflottan kan inledas i perioden 2025–2030. Helikopter 14 har låg tillgänglighet med höga driftskostnader som följd och är i dess sjöoperativa version (HKP 14F) ännu inte fullt operativ. Försvarsmakten föreslår att fasa ut den markoperativa versionen (HKP 14E) i takt med att fler helikopter 16 levereras. Vidare föreslår Försvarsmakten nyanskaffning av en ny ombordbaserad sjöoperativ helikopter till de nya ytstridsfartygen av Luleåklass. Det nya sjöoperativa helikoptersystemet föreslås levereras senast 2035 som en integrerad och operativ del av fartygets samlade förmåga. Regeringen delar Försvarsmaktens bedömning.

#### Hemvärnet
Regeringen delar Försvarsberedningens bedömning om att målsättningen bör vara att hemvärnet ska omfatta 26 000 personer år 2030. Hemvärnsförbanden bemannas i huvudsak av värnpliktsutbildade. Försvarsmakten föreslår att ny materiel tillförs hemvärnet i form av bland annat fordon, båtar, sensorer, värmesikten, bildförstärkare samt taktisk radio vilket innebär en materiell förnyelse av hemvärnsförbanden. Regeringen ställer sig bakom Försvarsmaktens förslag. Försvarsberedningen bedömer att hemvärnsförbanden fortsatt måste ha förmåga att kunna möta kvalificerade motståndare, att indirekt eld kan vara nödvändigt för att lösa uppgiften samt att det kommer att dröja innan de nya territorialförbanden finns i krigsorganisationen. Regeringen delar bedömningen att förmågan till indirekt eld behöver finnas i Försvarsmaktens regionala organisation. Regeringen bedömer därför att granatkastare bör kvarstå i hemvärnsförbanden. På sikt bör det dock övervägas om det är mer ändamålsenligt att överföra granatkastarförmågan till territorialförbanden. Försvarsberedningen också att militärregionernas produktionsansvar överförs till armén. Regeringen konstaterar att det är nödvändigt att tydliggöra och effektivisera krigsförbandsproduktionen inom markdomänen och delar Försvarsberedningens bedömning. Därmed förtydligas och stärks även hemvärnets roll.